# Pluteus (Lesepult)

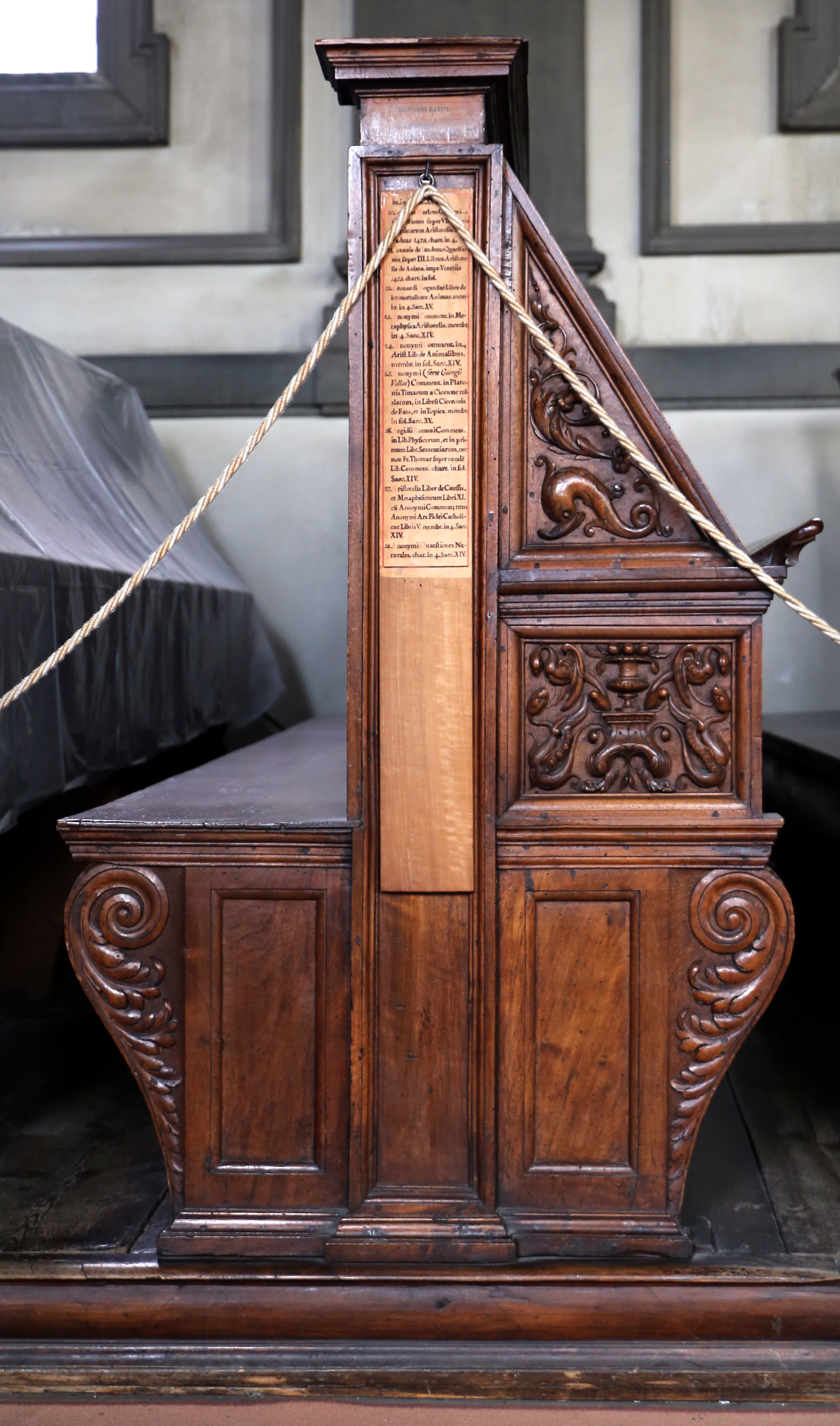
Lesepulte in der Bibliotheca Laurenziana, Florenz (16. Jahrhundert); an der Seite der Bänke befinden sich bewegliche Tafeln mit handschriftlichen Bücherverzeichnissen.

Als Pluteus (lateinisch, Plural plutei), auch: pluteus grammaticalis, wird das Lesepult bezeichnet, das in den Bibliotheken der Klöster und in den ersten öffentlichen Leseräumen seit dem späten Mittelalter sowohl die Aufbewahrung als auch die Benutzung der gesammelten Handschriften und der frühen gedruckten Bücher erlaubte. Der Begriff verlor seit dem 18. Jahrhundert durch die geänderten Anforderungen an eine öffentliche Bibliothek an Bedeutung und wurde weitgehend vergessen.

## Herkunft

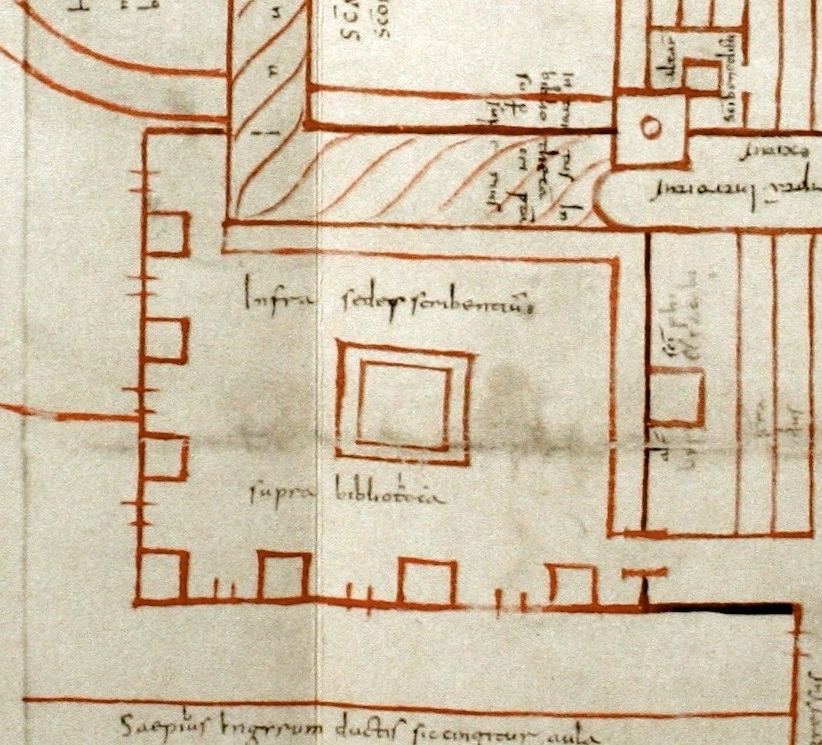
Plan eines Klosters, St. Gallen (Detail): Skriptorium mit Bibliothek, 9. Jahrhundert

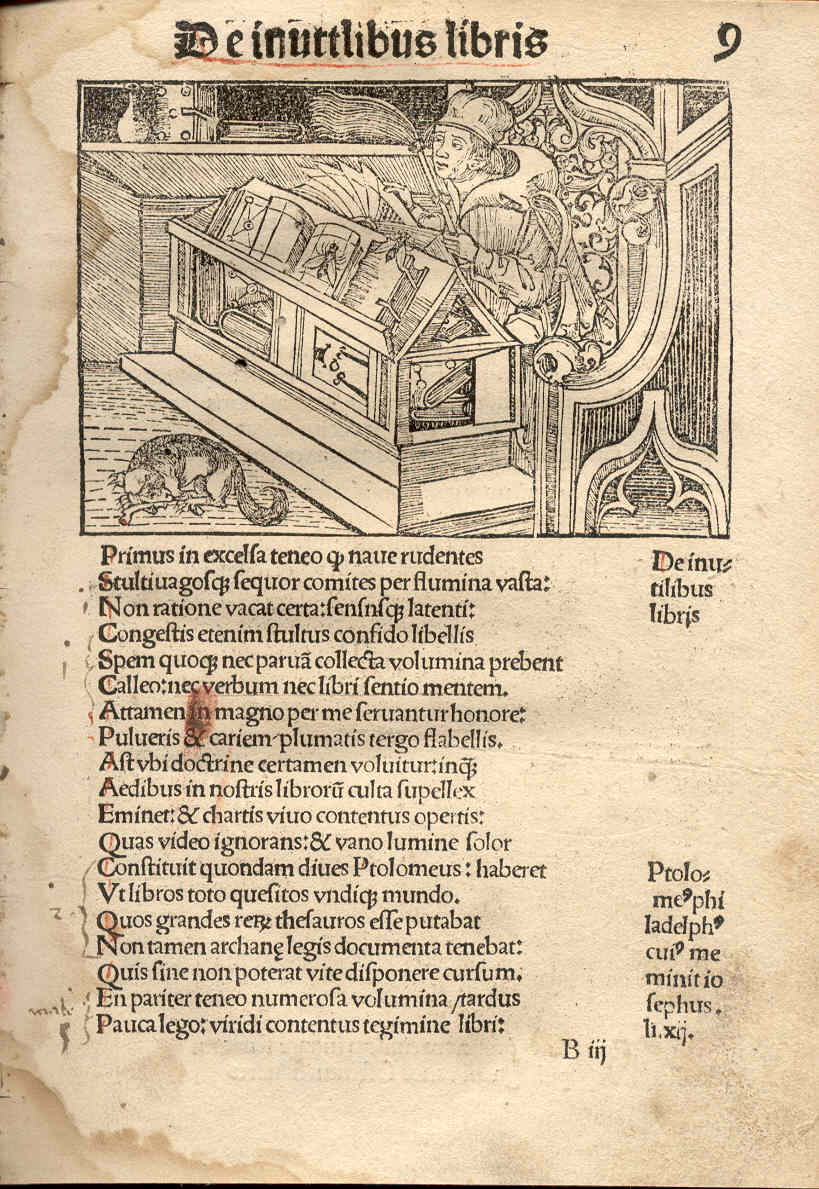
Büchernarr (in: Stultifera navis, 1497)

Mit dem Begriff pluteus (dt. Schutzwand, Brett) bezeichnet der römische Dichter Aulus Persius Flaccus (34–62 n. Chr.) in einer seiner Satiren ein Lesepult.
Der Plural plutei für das Bibliotheksgestühl geht auf eine Erwähnung des gallischen Aristokraten Sidonius Apollinaris im 5. Jahrhundert zurück. Sidonius beschreibt in seinen Briefen die Einrichtung der Bibliothek in der Villa eines Präfekten. Die Regale benennt er – in Unterscheidung zu Schränken (armaria) und Kästen (cunei) – als grammaticales plutei.

## Schreib- und Leseplatz
Der im Mittelalter gebräuchliche Plural plutei berücksichtigte, dass die Leseplätze in den Klosterbibliotheken Einzelsitze mit einem Pult waren, die den Arbeitsplätzen in den Skriptorien entsprachen und die Aufbewahrung der zum Lesen ebenso wie zum Kopieren benötigten Schriften, Bücher und Schreibmaterialien ermöglichten.
Die Schriftensammlungen in den Klöstern des frühen Mittelalters waren noch vergleichsweise klein. Der St. Galler Klosterplan, ein Grundriss aus dem 9. Jahrhundert, zeigt in dem eher quadratisch konzipierten Anbau an die zentrale Kirche eine Anlage von Einzelplätzen (sedes scribentium) an den zwei von außen belichteten Seiten des Raums mit einem Bücherkasten (bibliotheca) in der Mitte. Erst im 14. Jahrhundert sind in den Klöstern größere Räume mit Bänken und Pulten (pulpitum, repositorium) zur Aufbewahrung und Benutzung von Schriften nachgewiesen, vor allem für die Klöster der Bettelorden, in erster Linie der Franziskaner und Dominikaner, die über umfangreiche Buchsammlungen verfügten. Der Nachweis der Pultbibliotheken in den gotischen Klöstern ist oft nur noch in schriftlichen Quellen erhalten, so wie in dem Bibliotheksverzeichnis der Augustiner in Kulmbach, oder anhand der Ausmalung von Räumen durch Vergleiche und Herleitungen der Bildmotive zu erbringen, so wie für das Auditorium im Zisterzienserkloster Maulbronn (um 1440/50).
In Holzschnitten des späten Mittelalters und des 15. bis frühen 16. Jahrhunderts werden die Leseplätze als hölzerne, verzierte Kompositionen aus einem Sitz und einem die Bücher beherbergendem Pult dargestellt. Die Form der Pultregale und deren Reihungen zu Bänken, mit denen die Klöster des 14. Jahrhunderts zum Teil kapellenartige Räume für ihre Buch- und Schriftenbestände einrichteten, inspirierte die Gestaltung der ersten öffentlichen Bibliotheken in der Renaissance.

## Lesebank

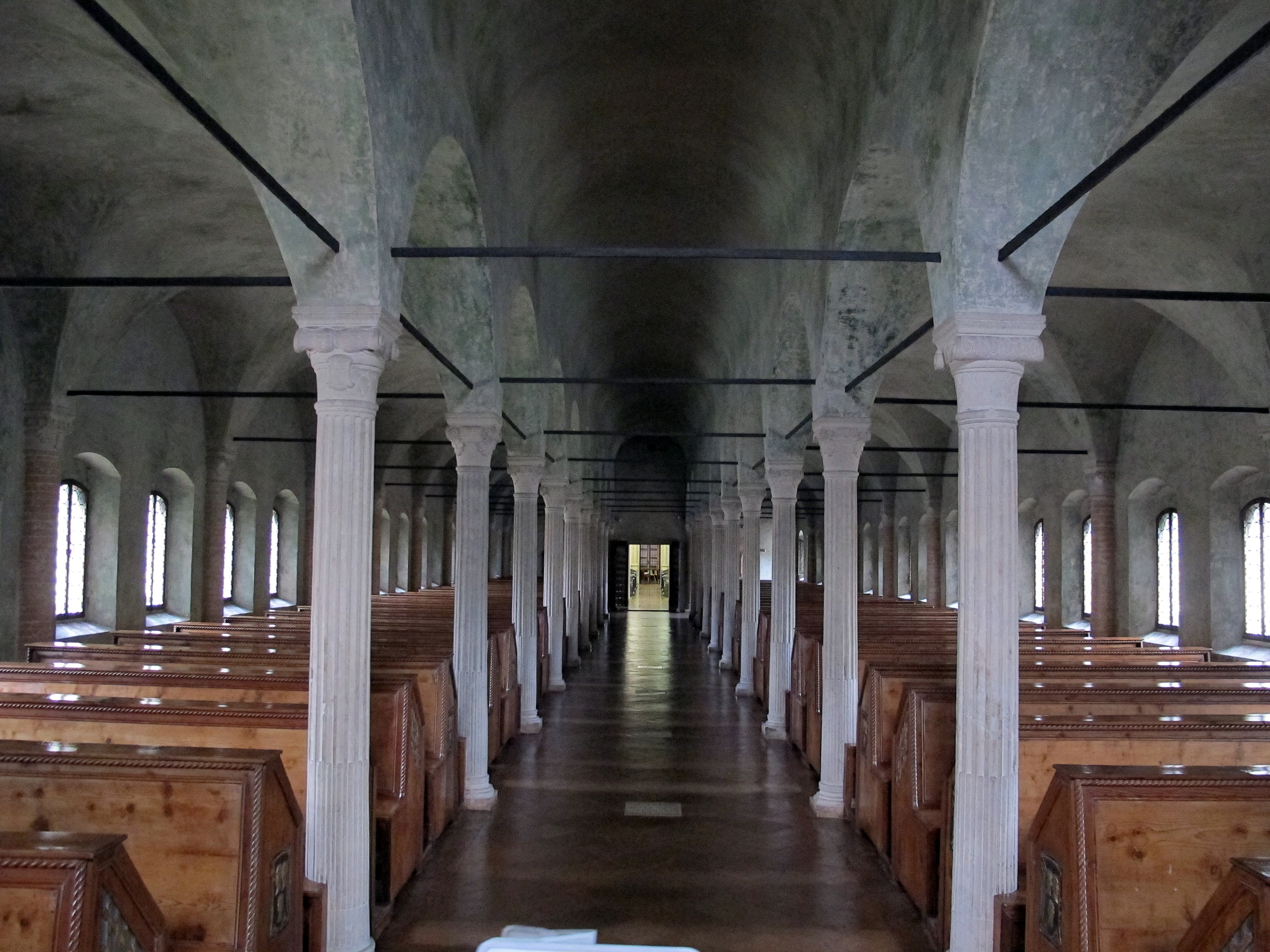
Lesesaal der Biblioteca Malatestiana (15. Jahrhundert)

In Reihen geordnet, erinnern die noch üblichen Kirchenbänke an die Lesepulte in den Bibliotheken der frühen Neuzeit. Die Bücher lagen, durch Ketten gesichert, oft auch übereinander unter den Pulten. Das für die jeweilige Reihe maßgebliche Bücherverzeichnis fand seinen Platz an der Seite des Gestühls. Der Bibliothekar legte die Bücher auf Wunsch des Benutzers auf dem Pult parat; die Kette verhinderte die Verlegung derselben, aber auch den Diebstahl und die Beschädigung der kunstvoll in Leder über Holz eingebundenen gewichtigen Exemplare durch Unachtsamkeit, weil sie so nicht herunterfallen konnten. Der Leser musste, wollte er verschiedene Bände konsultieren, wandern.
Neben der Biblioteca Laurenziana in Florenz finden sich noch vollständig bewahrte Leseräume mit Bänken und Pulten des 15. und 16. Jahrhunderts zum Beispiel in De Librije in Zutphen (Niederlande) und in der Biblioteca Malatestiana in Cesena (Italien). In der Laurenziana in Florenz hat sich überdies in den Signaturen der etwa 3000 dort versammelten gebundenen Handschriften noch deren ehemaliger Aufbewahrungsort im plutei-Gestühl erhalten: so werden die Codices Laurentiani mit der Abkürzung MS Plut(eus) geführt.

## Bücherschrank mit Pult

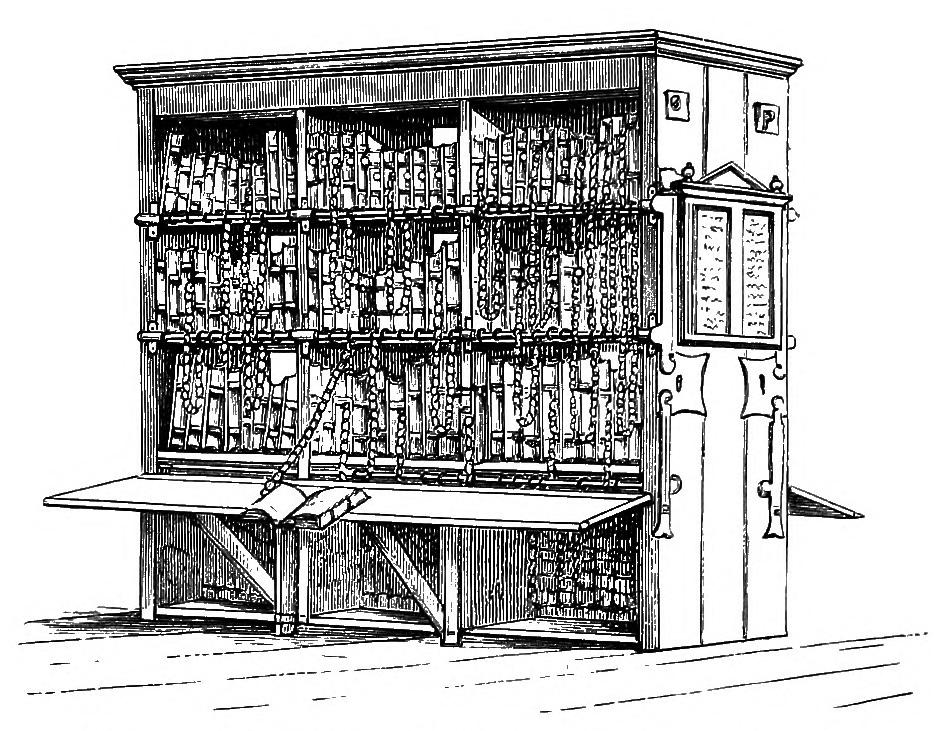
Bücherschrank mit ausgeklapptem Lesepult (Hereford Cathedral Library, frühes 17. Jahrhundert); Zeichnung von 1894

Bei den späteren Varianten der Lesepulte in den Bibliotheken saßen die Leser Rücken an Rücken auf Bänken vor ausgeklappten Pulten zwischen den Bücherschränken. Die in die Höhe gebaute Aufstellung der Bücher war durch die stetige Vergrößerung der Bibliotheksbestände erforderlich geworden. Verglichen mit den Lesebänken der frühen Bibliotheken mit ihren liegend aufbewahrten Stücken stand dem Benutzer hier am Platz eine größere Auswahl an Bänden zur Verfügung. Die Bücherverzeichnisse befanden sich an den Seitenwänden der Regalschränke, die Bücher standen mit dem Vorderschnitt nach außen und waren weiterhin angekettet.
Die Bibliothek der Kathedrale in Hereford (England) hat mit ihren im frühen 17. Jahrhundert errichteten Bücherschränken einen Schritt auf dem Weg von den ersten öffentlichen Lesebänken bis zu den Regalsystemen einer Magazinierung anschaulich bewahrt. Ebenfalls in England finden sich weitere erhaltene Regalschrank-Bibliotheken des 17. Jahrhunderts mit Pult in Wimborne Minster und in der Trigge Library in Grantham (Lincolnshire). In den letztgenannten beiden Beispielen des 17. Jahrhunderts kündigt sich die in den Privatbibliotheken übliche raumsparende Aufstellung der Bücher und deren Benutzung an: die Bücher an der Wand, der Lese- und Arbeitsplatz frei im Raum.

## Neuordnungen
Der Bibliotheksbau des 18. Jahrhunderts bevorzugte eine freie Aufstellung der Bücher ohne Ketten und ohne fest installierte Leseplätze in dafür architektonisch eigens ausgestalteten Räumen, wie sie in der Einrichtung der öffentlichen Herzogin Anna Amalia Bibliothek 1766 in Weimar verwirklicht wurde. Der Beginn der Massenproduktion von Büchern ab etwa 1840 vermehrte die öffentlichen Bibliotheksbestände rasant und erforderte im 19. Jahrhundert sowohl ein modernes Regelwerk für die Erfassung als auch die Trennung in Magazin und Freihandbereich. Damit verbunden war auch ein Um- und Neubau der Bibliotheken. Die plutei grammaticales waren unnötig geworden, und die alten, ersten öffentlichen Lesegestühle gerieten zusammen mit ihrem Begriff in Vergessenheit.